# Reprezentacja Grecji U-21 w piłce nożnej mężczyzn

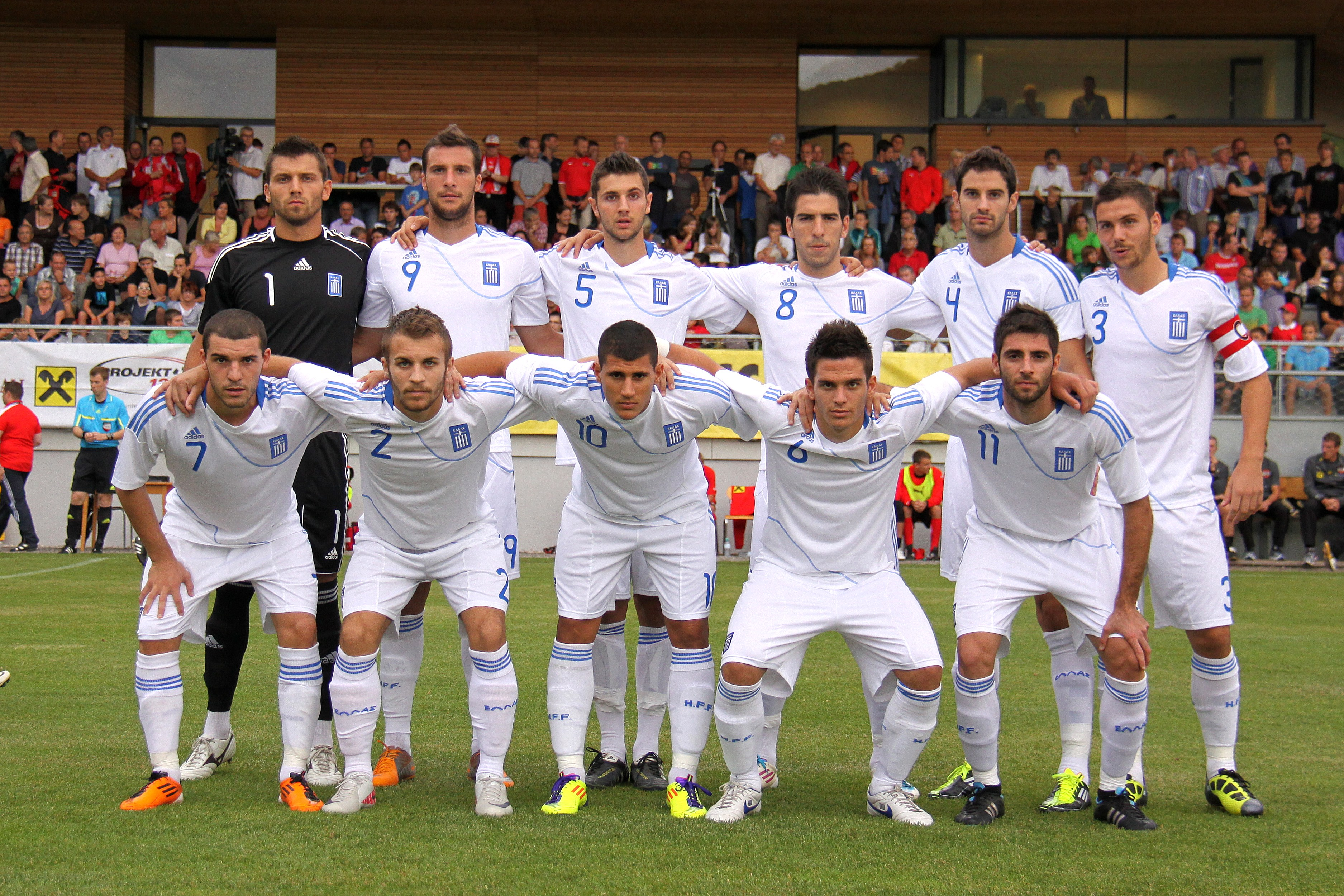
Reprezentacja Grecji U-21 w piłce nożnej (2011-09-05).

Reprezentacja Grecji U-21 w piłce nożnej – młodzieżowa reprezentacja Grecji sterowana przez Grecki Związek Piłki Nożnej. Cztery razy zakwalifikowała się do Mistrzostw Europy U-21 w Piłce Nożnej (w 1994 i 2002 dotarła do ćwierćfinału, w 1988 i 1988 odpadła w fazie grupowej). Reprezentacja powstała w 1976 roku, kiedy to UEFA wprowadziła nowe zasady odnośnie do młodzieżowych reprezentacji piłkarskich – drużyny do lat 23 zostały zastąpione przez zespoły do lat 21.

## Występy w ME U-21
- 1978: Nie zakwalifikowała się
- 1980: Nie zakwalifikowała się
- 1982: Nie zakwalifikowała się
- 1984: Nie zakwalifikowała się
- 1986: Nie zakwalifikowała się
- 1988: Faza grupowa
- 1990: Nie zakwalifikowała się
- 1992: Nie zakwalifikowała się
- 1994: Ćwierćfinał
- 1996: Nie zakwalifikowała się
- 1998: Faza grupowa
- 2000: Nie zakwalifikowała się
- 2002: Ćwierćfinał
- 2004: Nie zakwalifikowała się
- 2006: Nie zakwalifikowała się
- 2007: Nie zakwalifikowała się
- 2009: Nie zakwalifikowali się
- 2011: Nie zakwalifikowali się
- 2013: Nie zakwalifikowali się
- 2015: Nie zakwalifikowali się
- 2017: Nie zakwalifikowała się
- 2019: Nie zakwalifikowała się